# Landskabsøkologi
Landskabsøkologi er et tværfagligt felt, som undersøger landskab og landskabsforandringer fra uberørt natur til storbyer med tværfaglige redskaber hentet fra bl.a. biologi og geografi.

## Faget
Landskabsøkologi er et tværfagligt felt, som inddrager teorier og metoder fra humaniora, biologi, geografi og andre fag. Faget undersøger landskaber som helheder med fokus på at kortlægge forholdet mellem naturlige og samfundsmæssige processers betydning for landskabet. 

## Relaterede fag og emner
- Biologi
- Geografi
- Økologi

## Landskabsøkologiens historie
Selve begrebet og mange af de første teorier og grundsten blev opfundet af Carl Troll i 1939 i værket Luftbildplan und Ökologische Bodenforschung. I 1982 blev organisationen IALE (International Association for Landscape Ecology) stiftet og holdt sin første konference på Roskilde Universitet (dengang, Roskilde Universitetscenter).

## Fremtrædende personer i dansk landskabsøkologi
- Jesper Brandt, Roskilde Universitet[4]
- Jørn Primdahl, Center for Skov- og Landskabsøkologi, Faculty of Life Sciences, Københavns Universitet[5]
- Lone Kristensen, Center for Skov- og Landskabsøkologi, Faculty of Life Sciences, Københavns Universitet[6]
- Ole Hjorth Caspersen, Center for Skov- og Landskabsøkologi, Faculty of Life Sciences, Københavns Universitet[7]
- Søren Bech Pilgaard Kristensen, Institut for Geografi og Geologi, Københavns Universitet[8]
- Gregor Levin, Danmarks Miljøundersøgelser[9]
- Bernt Münier, Danmarks Miljøundersøgelser[10]